# Pseudopanurgus lateralis
Pseudopanurgus lateralis är en biart som beskrevs av Timberlake 1973. Pseudopanurgus lateralis ingår i släktet Pseudopanurgus och familjen grävbin. Inga underarter finns listade i Catalogue of Life.